# Aleksiej Prokurorow
Aleksiej Aleksiejewicz Prokurorow (ros. Алексе́й Алексе́евич Прокуро́ров, ur. 25 marca 1964 w Miszynie, zm. 10 października 2008 we Włodzimierzu) – radziecki i rosyjski biegacz narciarski, dwukrotny medalista olimpijski oraz sześciokrotny medalista mistrzostw świata.

## Kariera
Jego olimpijskim debiutem były igrzyska w Calgary. Został tam mistrzem olimpijskim w biegu na 30 km techniką klasyczną. Ponadto wraz z Władimirem Smirnowem, Władimirem Sachnowem i Michaiłem Diewjatiarowem wywalczył srebrny medal w sztafecie 4 × 10 km. Na igrzyskach olimpijskich w Albertville nie zdobył żadnego medalu. Jego najlepszym wynikiem było 4. miejsce w biegu na 50 m techniką dowolną. Dwa lata później, podczas igrzysk w Lillehammer ani razu nie uplasował się w czołowej dziesiątce zawodów indywidualnych, a wraz z kolegami zajął 5. miejsce w sztafecie. Na igrzyskach olimpijskich w Nagano ponownie zajął 4. miejsce na dystansie 50 km techniką dowolną. Startował także na igrzyskach w Salt Lake City, ale zajmował tam miejsca w trzeciej dziesiątce.
W 1989 r. zadebiutował na mistrzostwach świata biorąc udział w mistrzostwach w Lahti, gdzie zdobył brązowy medal w biegu na 50 km stylem dowolnym. Zajął 6. miejsce na tym samym dystansie podczas mistrzostw świata w Val di Fiemme, co było jego najlepszym wynikiem. Na mistrzostwach świata w Falun razem z Andriejem Kiriłłowem, Igorem Badamczinem i Michaiłem Botwinowem zdobył brązowy medal w sztafecie. Indywidualnie jego najlepszym wynikiem było 11. miejsce w biegu na 30 km techniką klasyczną. Dwa lata później, na mistrzostwach świata w Thunder Bay, zdobył brązowy medal na tym samym dystansie. Największe sukcesy osiągnął na mistrzostwach świata w Trondheim. Został mistrzem świata na dystansie 30 km techniką dowolną. Wywalczył także srebrny medal w biegu na 10 km stylem klasycznym, w którym lepszy był jedynie Norweg Bjørn Dæhlie. Ponadto na tych samych mistrzostwach zdobył brązowy medal w biegu pościgowym. Na mistrzostwach świata w Ramsau nie osiągnął już takich sukcesów zajmując w swoim najlepszym starcie, na 10 km techniką klasyczną 4. miejsce. Startował także na mistrzostwach w Lahti w 2001 r., gdzie jego najlepszym wynikiem było 9. miejsce w biegu na 50 km techniką dowolną.
Najlepsze wyniki w Pucharze Świata osiągnął w sezonach 1995/1996 oraz 1996/1997, kiedy to dwukrotnie zajął 4. miejsce w klasyfikacji generalnej. Łącznie 22 razy stawał na podium zawodów Pucharu Świata, w tym 9 razy zwyciężał. W 1998 r. otrzymał medal Holmenkollen wraz z norweskim dwuboistą Fredem Børre Lundbergiem oraz biegaczami narciarskimi Larisą Łazutiną z Rosji i Harrim Kirvesniemim z Finlandii.
Prokurorow zginął 10 października 2008 r. kiedy przechodząc przez ulicę został potrącony przez samochód prowadzony przez pijanego kierowcę.

## Osiągnięcia

### Igrzyska olimpijskie
| Miejsce | Dzień     | Rok  | Miejscowość    | Konkurencja             | Czas biegu | Strata  | Zwycięzca                   |
| ------- | --------- | ---- | -------------- | ----------------------- | ---------- | ------- | --------------------------- |
| 1.      | 15 lutego | 1988 | Calgary        | 30 km stylem klasycznym | 1:24:26,3  | –       | –                           |
| 18.     | 19 lutego | 1988 | Calgary        | 15 km stylem klasycznym | 41:18,9    | +2:18,0 | Michaił Diewiatjarow        |
| 2.      | 22 lutego | 1988 | Calgary        | Sztafeta 4 × 10 km      | 1:43:58,6  | +12,7   | Szwecja                     |
| 38.     | 27 lutego | 1988 | Calgary        | 50 km stylem klasycznym | 2:04:30,9  | +9:30,1 | Gunde Svan                  |
| 21.     | 10 lutego | 1992 | Albertville    | 30 km stylem klasycznym | 1:22:27,8  | +4:52,7 | Vegard Ulvang               |
| 5.      | 18 lutego | 1992 | Albertville    | Sztafeta 4 × 10 km      | 1:39:26,0  | +3:37,6 | Norwegia                    |
| 4.      | 22 lutego | 1992 | Albertville    | 50 km stylem dowolnym   | 27:36,0    | +3:24,6 | Vegard Ulvang               |
| 28.     | 14 lutego | 1994 | Lillehammer    | 30 km stylem dowolnym   | 1:12:26,4  | +6:48,9 | Thomas Alsgaard             |
| 20.     | 17 lutego | 1994 | Lillehammer    | 10 km stylem klasycznym | 24:20,1    | +1:35,2 | Bjørn Dæhlie                |
| 12.     | 19 lutego | 1994 | Lillehammer    | 10+15 km pościgowy      | 1:00:08,8  | +2:59,0 | Bjørn Dæhlie                |
| 5.      | 22 lutego | 1994 | Lillehammer    | Sztafeta 4 × 10 km      | 1:41:15,0  | +3:14,2 | Norwegia                    |
| 13.     | 27 lutego | 1994 | Lillehammer    | 50 km stylem klasycznym | 2:07:20,3  | +4:32,5 | Władimir Smirnow            |
| 31.     | 12 lutego | 1998 | Nagano         | 10 km stylem klasycznym | 27:24,5    | +2:02,8 | Bjørn Dæhlie                |
| 18.     | 14 lutego | 1998 | Nagano         | 10+15 km pościgowy      | 1:07:01,7  | +2:46,4 | Thomas Alsgaard             |
| 5.      | 17 lutego | 1998 | Nagano         | Sztafeta 4 × 10 km      | 1:40:55,7  | +1:43,8 | Norwegia                    |
| 4.      | 22 lutego | 1998 | Nagano         | 50 km stylem dowolnym   | 2:05:08,2  | +1:33,3 | Bjørn Dæhlie                |
| 29.     | 14 lutego | 2002 | Salt Lake City | 2 × 10 km km łączony    | 49:48,9    | +1:36,3 | Thomas Alsgaard Frode Estil |
| 28.     | 23 lutego | 2002 | Salt Lake City | 50 km st. klasycznym    | 2:06:20,8  | +2:09,6 | Michaił Iwanow              |

### Mistrzostwa świata
| Miejsce | Dzień     | Rok  | Miejscowość   | Konkurencja             | Czas biegu | Strata  | Zwycięzca         |
| ------- | --------- | ---- | ------------- | ----------------------- | ---------- | ------- | ----------------- |
| 6.      | 18 lutego | 1989 | Lahti         | 30 km stylem klasycznym | 1:24:56,9  | +1:06,6 | Władimir Smirnow  |
| 4.      | 22 lutego | 1989 | Lahti         | 15 km stylem klasycznym | 42:40,7    | +33,3   | Harri Kirvesniemi |
| 5.      | 24 lutego | 1989 | Lahti         | Sztafeta 4 × 10 km      | 1:40:12,3  | +14,1   | Szwecja           |
| 3.      | 26 lutego | 1989 | Lahti         | 50 km stylem dowolnym   | 2:15:24,9  | +53,9   | Gunde Svan        |
| 14.     | 7 lutego  | 1991 | Val di Fiemme | 30 km stylem klasycznym | 1:16:12,4  | +2:35,1 | Gunde Svan        |
| 13.     | 9 lutego  | 1991 | Val di Fiemme | 15 km stylem dowolnym   | 36:57,2    | ?       | Bjørn Dæhlie      |
| 5.      | 15 lutego | 1991 | Val di Fiemme | Sztafeta 4 × 10 km      | 1:39:47,3  | +2:49,2 | Norwegia          |
| 6.      | 17 lutego | 1991 | Val di Fiemme | 50 km stylem dowolnym   | 2:03:31,6  | +3:09,8 | Terje Langli      |
| 11.     | 20 lutego | 1993 | Falun         | 30 km stylem klasycznym | 1:17:33,6  | +1:51,2 | Bjørn Dæhlie      |
| 3.      | 26 lutego | 1993 | Falun         | Sztafeta 4 × 10 km      | 1:44:14,9  | +12,3   | Norwegia          |
| 50.     | 28 lutego | 1993 | Falun         | 50 km stylem dowolnym   | 2:03:36,8  | +4:31,6 | Torgny Mogren     |
| 3.      | 9 marca   | 1995 | Thunder Bay   | 30 km stylem klasycznym | 1:15:52,3  | +1:43,3 | Władimir Smirnow  |
| 13.     | 11 marca  | 1995 | Thunder Bay   | 10 km stylem klasycznym | 24:52,3    | +1:19,2 | Władimir Smirnow  |
| 6.      | 13 marca  | 1995 | Thunder Bay   | 10+15 km pościgowy      | 1:06:19,5  | +1:06,0 | Władimir Smirnow  |
| 11.     | 17 marca  | 1995 | Thunder Bay   | Sztafeta 4 × 10 km      | 1:34:27,1  | +2:58,1 | Norwegia          |
| 18.     | 19 marca  | 1995 | Thunder Bay   | 50 km stylem dowolnym   | 1:56:36,0  | +5:55,6 | Silvio Fauner     |
| 1.      | 21 lutego | 1997 | Trondheim     | 30 km stylem dowolnym   | 1:06:28,2  | –       | –                 |
| 2.      | 24 lutego | 1997 | Trondheim     | 10 km stylem klasycznym | 23:41,8    | +27,9   | Bjørn Dæhlie      |
| 3.      | 25 lutego | 1997 | Trondheim     | 10+15 km pościgowy      | 1:00:11,1  | +50,7   | Bjørn Dæhlie      |
| 4.      | 28 lutego | 1997 | Trondheim     | Sztafeta 4 × 10 km      | 1:37:06,1  | +2:51,0 | Norwegia          |
| 4.      | 2 marca   | 1997 | Trondheim     | 50 km stylem klasycznym | 2:16:37,5  | +3:12,6 | Mika Myllylä      |
| 28.     | 19 lutego | 1999 | Ramsau        | 30 km stylem dowolnym   | 1:15:26,2  | +5:39,8 | Mika Myllylä      |
| 4.      | 22 lutego | 1999 | Ramsau        | 10 km stylem klasycznym | 24:19,2    | +19,6   | Mika Myllylä      |
| 7.      | 23 lutego | 1999 | Ramsau        | 10 km + 15 km pościgowy | 1:05:54,9  | +25,2   | Thomas Alsgaard   |
| 7.      | 26 lutego | 1999 | Ramsau        | Sztafeta 4 × 10 km      | 1:35:07,5  | +2:58,1 | Austria           |
| 26.     | 28 lutego | 1999 | Ramsau        | 50 km stylem klasycznym | 2:18:08,7  | +9:51,2 | Mika Myllylä      |
| 12.     | 15 lutego | 2001 | Lahti         | 15 km stylem klasycznym | 39:26,0    | +1:18,3 | Per Elofsson      |
| 19.     | 19 lutego | 2001 | Lahti         | 30 km stylem klasycznym | 1:14:17,9  | +3:21,0 | Andrus Veerpalu   |
| 9.      | 25 lutego | 2001 | Lahti         | 50 km stylem dowolnym   | 2:05:27,2  | +4:42,5 | Johann Mühlegg    |

### Puchar Świata

#### Miejsca w klasyfikacji generalnej
- sezon 1983/1984: 54.
- sezon 1985/1986: 18.
- sezon 1986/1987: 6.
- sezon 1987/1988: 9.
- sezon 1988/1989: 10.
- sezon 1989/1990: 14.
- sezon 1990/1991: 18.
- sezon 1991/1992: 20.
- sezon 1992/1993: 9.
- sezon 1993/1994: 9.
- sezon 1994/1995: 4.
- sezon 1995/1996: 4.
- sezon 1996/1997: 10.
- sezon 1997/1998: 14.
- sezon 1998/1999: 9.
- sezon 1999/2000: 35.
- sezon 2000/2001: 29.
- sezon 2001/2002: 133.

#### Zwycięstwa w zawodach
| Nr | Dzień      | Rok  | Miejscowość | Konkurencja             | Czas biegu  |
| -- | ---------- | ---- | ----------- | ----------------------- | ----------- |
| 1. | 1 marca    | 1987 | Lahti       | 30 km stylem dowolnym   | ?           |
| 2. | 15 lutego  | 1988 | Calgary     | 30 km stylem klasycznym | 1:24:26.3 h |
| 3. | 6 marca    | 1990 | Trondheim   | 15 km stylem klasycznym | ?           |
| 4. | 13 marca   | 1993 | Oslo        | 50 km stylem klasycznym | 2:19:40.2 h |
| 5. | 19 marca   | 1994 | Thunder Bay | 50 km stylem dowolnym   | 1:54:46.3 h |
| 6. | 14 grudnia | 1994 | Tauplitzalm | 15 km stylem klasycznym | 42:40.3 min |
| 7. | 10 lutego  | 1996 | Kawgołowo   | 15 km stylem klasycznym | 37:24.4 min |
| 8. | 21 lutego  | 1997 | Trondheim   | 30 km stylem dowolnym   | 1:06:28.2 h |
| 9. | 14 marca   | 1998 | Oslo        | 50 km stylem klasycznym | 2:32:25.3 h |

#### Miejsca na podium
| Nr  | Dzień      | Rok  | Miejscowość   | Konkurencja             | Czas biegu  | Pozycja | Strata      | Zwycięzca        |
| --- | ---------- | ---- | ------------- | ----------------------- | ----------- | ------- | ----------- | ---------------- |
| 1.  | 1 marca    | 1987 | Lahti         | 30 km stylem dowolnym   | ?           | 1       | –           | –                |
| 2.  | 7 marca    | 1987 | Falun         | 30 km stylem dowolnym   | ?           | 2       | ?           | Pierre Harvey    |
| 3.  | 9 stycznia | 1988 | Kawgołowo     | 30 km stylem klasycznym | ?           | 2       | ?           | Władimir Smirnow |
| 4.  | 15 lutego  | 1988 | Calgary       | 30 km stylem klasycznym | 1:24:26.3 h | 1       | –           | –                |
| 5.  | 26 lutego  | 1989 | Lahti         | 50 km stylem dowolnym   | 2:15:24.9 h | 3       | +53.9 s     | Gunde Svan       |
| 6.  | 6 marca    | 1990 | Trondheim     | 15 km stylem klasycznym | ?           | 1       | –           | –                |
| 7.  | 18 grudnia | 1992 | Val di Fiemme | 30 km łączony           | 1:13:38.5 h | 3       | +55.9 s     | Władimir Smirnow |
| 8.  | 13 marca   | 1993 | Oslo          | 50 km stylem klasycznym | 2:19:40.2 h | 1       | –           | –                |
| 9.  | 19 marca   | 1994 | Thunder Bay   | 50 km stylem dowolnym   | 1:54:46.3 h | 1       | –           | –                |
| 10. | 14 grudnia | 1994 | Tauplitzalm   | 15 km stylem klasycznym | 42:40.3 min | 1       | –           | –                |
| 11. | 8 stycznia | 1995 | Östersund     | 30 km stylem dowolnym   | 1:13:32.3 h | 2       | +1:08.2 min | Bjørn Dæhlie     |
| 12. | 11 lutego  | 1995 | Oslo          | 50 km stylem klasycznym | 2:09:53.8 h | 2       | +54.5 s     | Władimir Smirnow |
| 13. | 9 marca    | 1995 | Thunder Bay   | 30 km stylem klasycznym | 1:15:52.3 h | 3       | +1:43.3 min | Władimir Smirnow |
| 14. | 10 lutego  | 1996 | Kawgołowo     | 15 km stylem klasycznym | 37:24.4 min | 1       | –           | –                |
| 15. | 24 lutego  | 1996 | Trondheim     | 30 km stylem dowolnym   | 1:09:36.4 h | 3       | +40.5 s     | Władimir Smirnow |
| 16. | 3 marca    | 1996 | Lahti         | 30 km stylem dowolnym   | 1:14:48.4 h | 3       | +38.0 s     | Jari Isometsä    |
| 17. | 21 lutego  | 1997 | Trondheim     | 30 km stylem dowolnym   | 1:06:28.2 h | 1       | –           | –                |
| 18. | 24 lutego  | 1997 | Trondheim     | 10 km stylem klasycznym | 23:41.8 min | 2       | +27.9 s     | Bjørn Dæhlie     |
| 19. | 25 lutego  | 1997 | Trondheim     | 10+15 km pościgowy      | 1:00:11.1 h | 3       | +50.7 s     | Bjørn Dæhlie     |
| 20. | 14 marca   | 1998 | Oslo          | 50 km stylem klasycznym | 2:32:25.3 h | 1       | –           | –                |
| 21. | 19 grudnia | 1998 | Davos         | 30 km stylem klasycznym | 1:14:49.2 h | 2       | +20.1 s     | Bjørn Dæhlie     |
| 22. | 4 marca    | 2001 | Kawgołowo     | 15 km stylem dowolnym   | 37:16.6 min | 3       | +36.6 s     | Per Elofsson     |